# VII. Eduárd brit király
VII. Eduárd (Albert Edward of Saxe-Coburg and Gotha; London, 1841. november 9. – London, 1910. május 6.) Nagy-Britannia és Írország Egyesült Királyságának és a brit domíniumok királya, valamint India császára 1901-től haláláig.
Eduárd Viktória királynő és férje, Szász–Coburg–Gothai Albert legidősebb fia volt. 60 éves korában került trónra, hosszú életű anyja mellett 59 évig volt walesi herceg, tovább mint bármelyik elődje (azóta III. Károly hercegként meghaladta ezt az időtartamot). Trónörökösként távol tartották a napi politikától és az ország kormányzásától. Eduárd leginkább az élvezeteknek élt, és jelentős szerepet játszott a férfidivat alakításában. Sokat utazott mind a birodalmon belül, mind külföldön.
Királyként szerepe volt a brit haditengerészet és hadsereg átalakításában. Kibékült Anglia hagyományos ellenfelével, Franciaországgal, és megkötötte az antant szerződését, ami miatt megkapta a Béketeremtő (Peacemaker) nevet. Unokaöccsével, II. Vilmos német császárral azonban feszült volt a viszonya. Az ő nevével fémjelzett Eduárd-korszak jelentős változások tanúja volt Nagy-Britanniában: elterjedt a telefon és az automobil, megkezdődött a repülés kora, és megerősödött a szociáldemokrata mozgalom. Eduárd az 1910-es alkotmányos válság alatt halt meg, amelyben a parlament alsóháza korlátozta a Lordok Házának jogkörét.

## Gyerekkora

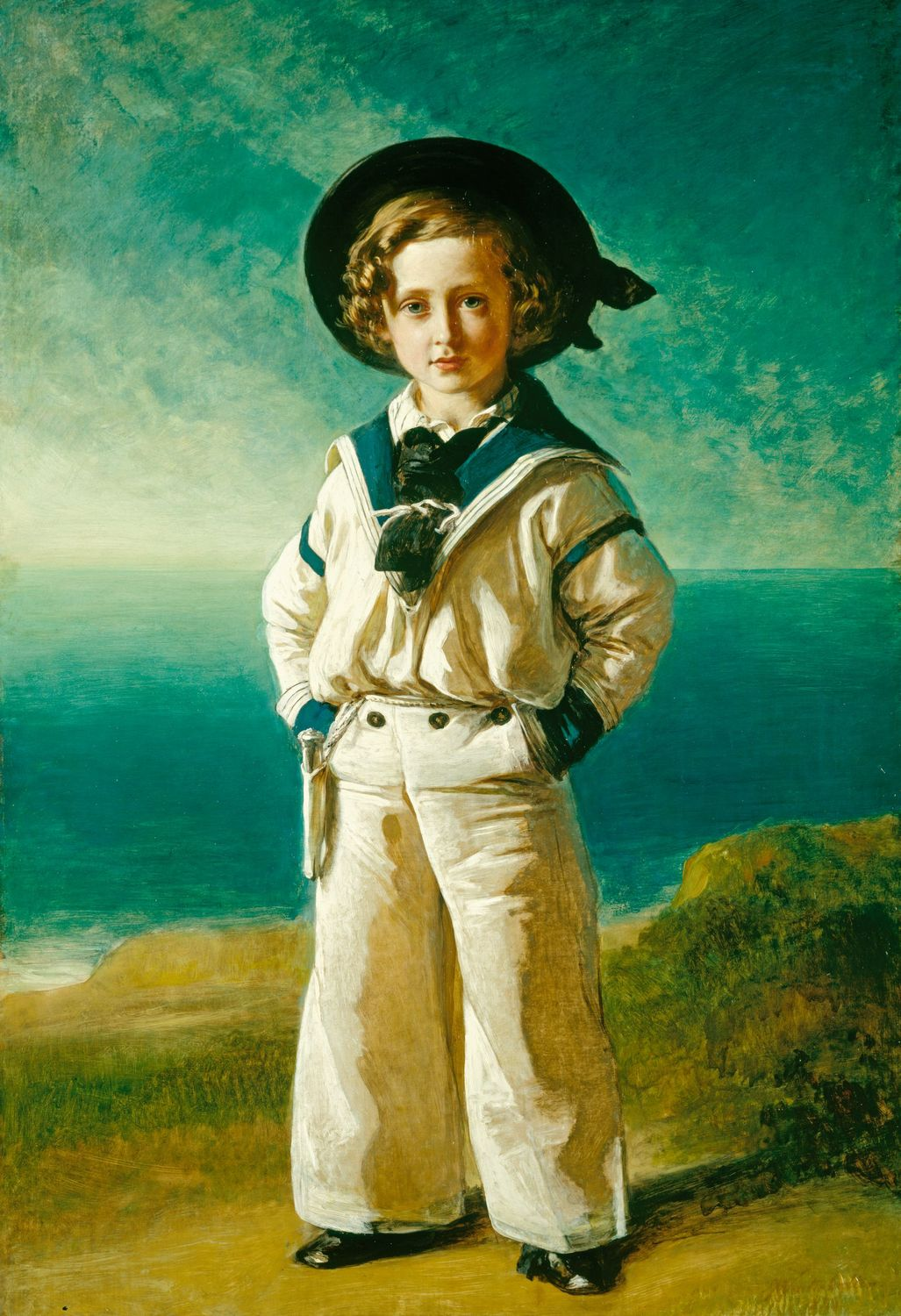
Az ötéves Eduárd (Franz Xaver Winterhalter képe)

Eduárd 1841. november 9-én, délelőtt 10:48-kor született a Buckingham-palotában, Viktória brit királynő és férje, Szász–Coburg–Gothai Albert második gyermekeként és első fiaként. 1842. január 25-én keresztelték meg a windsori kastély Szt. György-kápolnájában. Keresztneveit apja, Albert és anyai nagyapja, Eduárd kenti és strathearni herceg után kapta; a királyi családban egész életében Bertienek szólították.
A brit uralkodó legidősebb fiaként születése pillanatától viselte a Cornwall és Rothesay hercege címeket. Apja után Szász–Coburg–Gotha és Szászország hercege is volt. 1841. december 8-án anyja kinevezte Wales hercegévé és Chester grófjává; 1850-ben pedig ehhez még megkapta a Dublin grófja titulust. 1863-ban öccse, Alfréd herceg javára lemondott szász–coburg–gothai örökösödési jogáról.
Viktória és Albert olyan nevelést akart adni örökösüknek, amely mintaszerű uralkodóvá teszi őt. Eduárd hétéves korában kezdte az apja által megtervezett és magántanárok által kivitelezett szigorú oktatási programot. Nővérétől eltérően Eduárd - bár igyekezett megfelelni szülei elvárásainak - nem jeleskedett a tanulásban. Szorgalombeli hiányosságait személyes varázsával, diplomáciai érzékével és barátságos természetével pótolta. Disraeli miniszterelnök tájékozott, intelligens és kellemes modorú embernek írta le.
1859 első hónapjait a 17 éves Eduárd Rómában töltötte, majd miután nyáron Edinburgh-ban olyan professzoroktól tanult, mint Lyon Playfair, a híres vegyész, októberben felvették az Oxfordi Egyetem Christ Church College-ébe. Gyerekkori teljesítményétől eltérően az egyetemi vizsgákon meglehetősen jól szerepelt. 1861-ben átiratkozott a Cambridge-i Egyetem Trinity College-ébe, ahol a híres történész és reformer, Charles Kingsley volt a tanára.

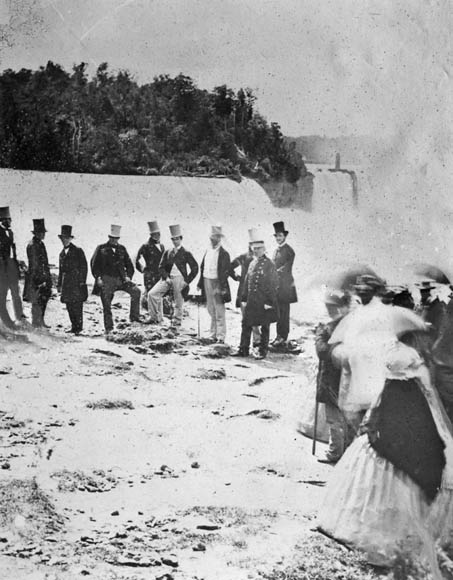
Eduárd a Niagara-vízesésnél (1860)

1860-ban Észak-Amerikába látogatott; ő volt az első brit trónörökös aki így tett. A vidám, kedélyes herceg mindenütt jó benyomást keltett. Felavatta a montreali Viktória-hidat és lerakta az ottawai Parliament Hillen a kormányzati negyed alapkövét. Megtekintette, ahogyan Charles Blondin kötélen átsétál a Niagara-vízesés fölött, majd három napon át tárgyalt James Buchanan amerikai elnökkel a Fehér Házban. Az elnök kíséretében lerótta kegyeletét George Washington sírjánál Mount Vernonban. Mindenütt éljenző tömegek kísérték, és találkozott olyan írókkal, mint Henry Wadsworth Longfellow, Ralph Waldo Emerson vagy Oliver Wendell Holmes. 1776 óta először fordult elő, hogy a brit királyi családért imádkoztak New York Szentháromság-templomában.

## Házassága
Eduárd szeretett volna katonai pályára lépni, anyja azonban megtiltotta, hogy aktív katonatiszt legyen. 1858-ban a hivatalos előléptetési rendszert megkerülve kinevezték a hadsereg ezredesévé. 1861 szeptemberében Németországba küldték azzal, hogy tekintsen meg egy hadgyakorlatot; a tényleges cél azonban az volt, hogy találkozzon a szülei által kiszemelt menyasszonyával, IX. Keresztély dán király lányával, Alexandrával. A találkozót Eduárd nővére, Viktória szervezte, aki pár évvel korábban ment feleségül a porosz trónörököshöz. A brit trónörökös és a dán hercegnő kölcsönösen rokonszenveztek egymással, és a házasság előkészítése folytatódott.
Az esküvő előtt a herceg még keresett egy kis kalandot. 1861 őszén egy írországi hadgyakorlaton vett részt, és tiszttársai becsempésztek hozzá egy színésznőt, Nellie Clifdent, akivel három napot töltött el. Amikor ez kiderült, apja betegen utazott el hozzá Cambridge-be, hogy felelősségre vonja. Albert két héttel később meg is halt. Viktória vigasztalhatatlan volt, élete hátralévő részében gyászruhát hordott, visszavonult a társasági élettől, és fiát okolta férje haláláért.

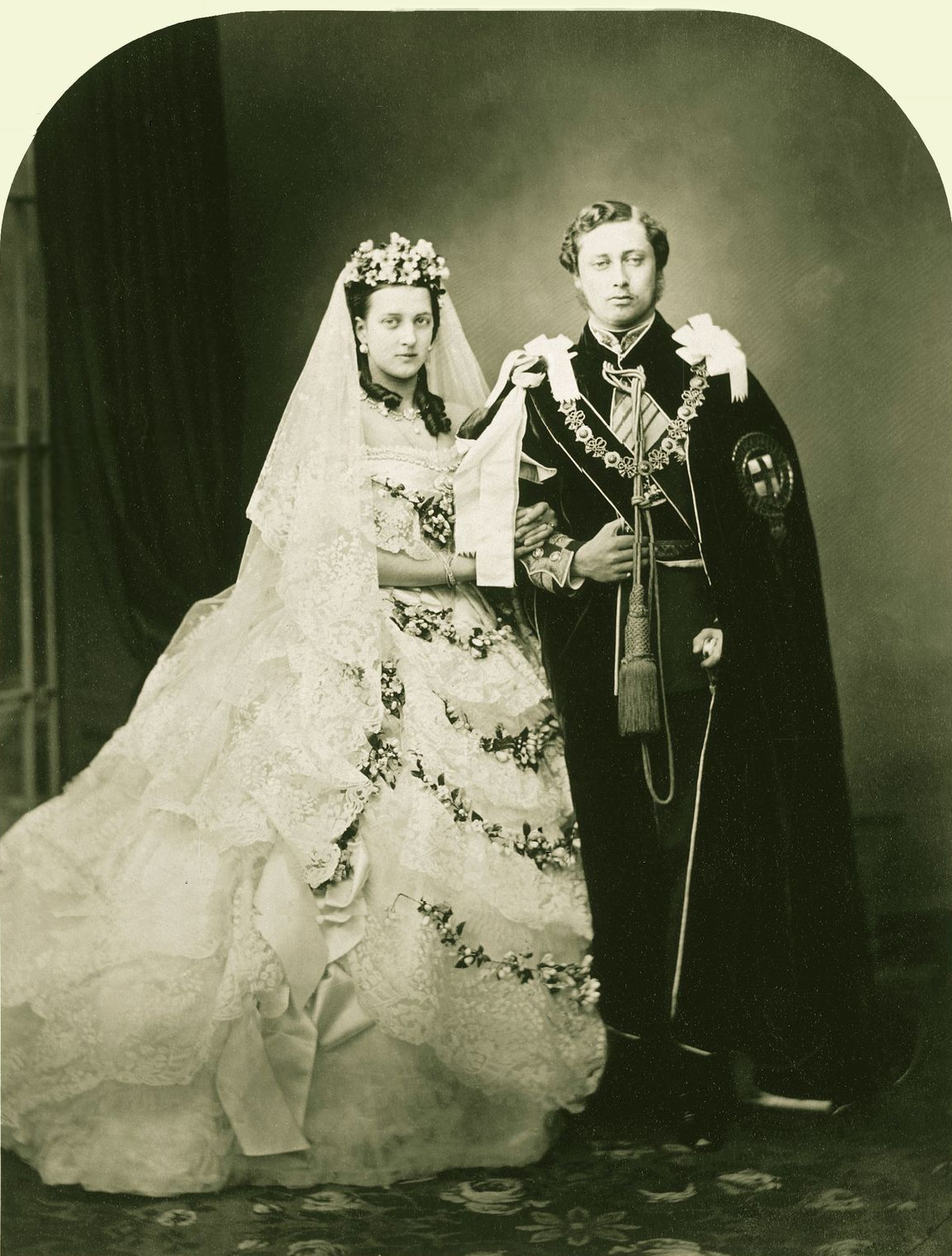
Eduárd és Alexandra az esküvőn (1863)

1862 elején Eduárd közel-keleti körutat tett, amely során végiglátogatta Egyiptomot, Jeruzsálemet, Damaszkuszt, Bejrútot és Konstantinápolyt. Az út célja az volt, hogy fenntartsa a jó viszonyt Szaíd egyiptomi alkirállyal, hogy az Oszmán Birodalom esetleges összeomlása esetén az épülő Szuezi-csatorna ne kerüljön francia befolyás alá. Visszatérése után megszervezték az eljegyzést és az esküvőt Alexandrával, amelyre 1863. március 10-én került sor a windsori kastély Szt. György-kápolnájában. A vőlegény ekkor 21, a menyasszony 18 éves volt. A házasságot bizonyos körök rossz szemmel nézték, mert Viktória királynő rokonságának nagy része német volt, Dánia és a németek viszont konfliktusban állt egymással a Schleswig-Holstein fölötti fennhatóság miatt. Mikor Alexandra apja 1863-ban trónra lépett, a Német Szövetség megtámadta Dániát, és elszakította tőle a hercegségeket.
A fiatal pár londoni rezidenciája a Marlborough House volt, de rendelkezésükre állt a norfolki Sandringham House is. Tékozló életmódjuk miatt a királynő többször megrótta őket, és megpróbált beleszólni a döntéseikbe, beleértve ebbe gyerekeik elnevezését is.
Eduárdnak számos házasságon kívüli viszonya volt; egyes becslések szerint számuk legalább 55 volt. Pontos számot nehéz alkotni, mert Eduárd mindig nagyon diszkrét volt a kapcsolataival, és sok esetben nem világos, hogy a viszony meghaladta-e a flörtölést. Feltételezett szeretői között volt Lillie Langtry és Sarah Bernhardt színésznők, Jennie Churchill (Winston Churchill anyja), Daisy Greville warwicki grófné, Lady Susan Vane-Tempest, Hortense Schneider énekesnő, Giulia Beneni ("La Barucci") kurtizán, Agnes Keyser vagy Alice Keppel. Utóbbi dédunokája, Camilla Parker Bowles Károly walesi herceg szeretője, majd második felesége lett. Eduárd soha nem ismerte el, hogy törvénytelen gyerekei lennének. Alexandra feltehetően tudatában volt férje afférjainak, és beletörődött azokba. 1869-ben a herceg mégis belekeveredett egy botrányba: Sir Charles Mordaunt parlamenti képviselő azzal vádolta a feleségét, hogy megcsalta őt Eduárddal, és egy lánya született tőle. A walesi herceg tanúként szerepelt a perben, és bár tagadta, hogy viszonyt folytatott volna a nővel, a királyi család hírnevén folt esett.
Az 1880-as években a herceg rendszeres látogatója volt a párizsi bordélyoknak, különösen az exkluzív Le Chabanais-nak. Főleg az erős dohányzásból és elhízásából származó egészségügyi panaszai miatt külön bútorokat csináltatott, amikkel a lehető legkényelmesebben tudott szexuális aktusokat bonyolítani, ezekből például a „fauteuil d'amour” (a szerelem karosszéke) nevű darabot a fenti bordélyházban tartotta. A Bertie becenevű király sikamlós ügyei miatt hamar megkapta a „Dirty Bertie” (Piszkos Bertie) gúnynevet is.

## Walesi hercegként

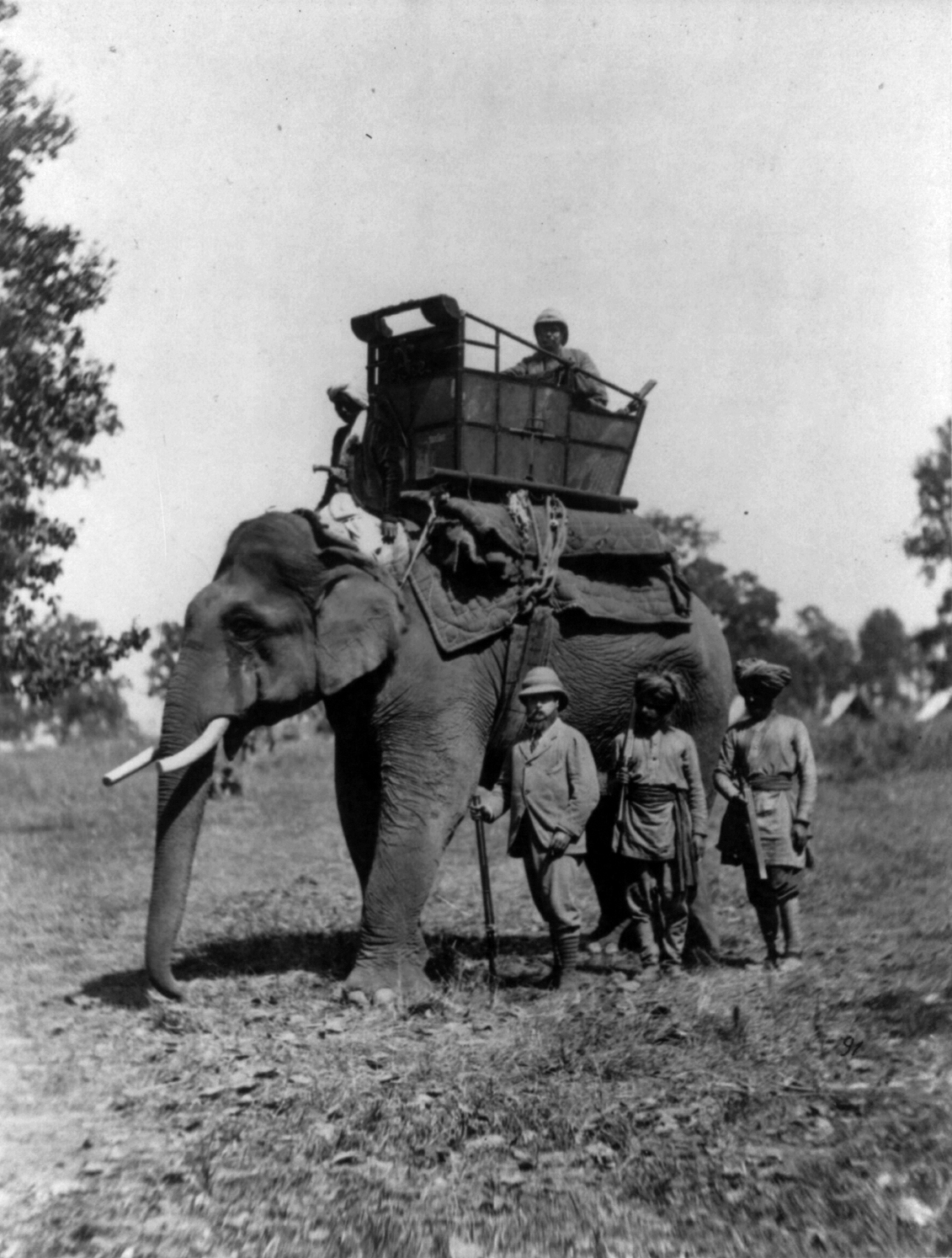
Eduárd (lent) Indiában (1876)

Eduárd rendszeresen eleget tett a formális uralkodóházi kötelezettségeinek, ő avatta fel a Temze védőgátját (1871), a Mersey-vasút alagútját (1886) és a Tower Bridge-et (1894); azonban egészen 1898-ig anyja nem engedte a tényleges kormányzás közelébe. Rendszeresen megkapta a fontos állami dokumentumok összefoglalóit, de az eredetiekhez nem férhetett hozzá. Több kérdésben is nyíltan eltért a véleménye a királynőétől: például 1864-ben Dánia oldalán állt a schleswigi kérdésben (anyja németpárti volt) és ugyanebben az évben Viktória figyelmeztetése ellenére erőfeszítéseket tett, hogy találkozhasson Giuseppe Garibaldival. Gladstone miniszterelnök titokban elküldte neki a fontos dokumentumokat.
1870-ben a porosz–francia háború után megbukott III. Napóleon francia császár és kikiáltották a harmadik köztársaságot. A brit közvélemény republikánus része is hangosabbá vált, de amikor 1871 telén Eduárd elkapta a tífuszt (azt a betegséget, amely feltehetően az apjával is végzett), a brit polgárok többsége aggódott életéért, és az uralkodóház támogatottsága megnőtt. A herceggel együtt vendégeskedő Lord Chesterfield bele is halt a fertőzésbe, de Eduárd végül a nemzet megkönnyebbülésére felgyógyult. Felépülésének örömére Arthur Sullivan zeneszerző megkomponálta a Festival Te Deumot.
1875 októberében Eduárd nagyszabású, nyolc hónapos indiai körútra indult. Miután kifejezte ellenérzéseit amiatt, hogy a hatóságok a helybelieket rasszista módon kezelik, legalább egy gyarmati minisztert eltávolították tisztéről. Az út jól sikerült és miután hazatért, a parlament megszavazta Viktóriának az India császárnője cím használatát.
Jelentős hatással volt a férfidivatra, ő hozta divatba a tweedet, a homburgkalapot és a Norfolk-kabátot, valamint a szmoking és fekete nyakkendő viselését a fehér nyakkendő és frakk helyett. Tőle származik az a szokás, hogy a mellény alsó gombját nem gombolják be (Eduárd idősebb korára eléggé korpulens lett, koronázása előtti derékbősége elérte a 122 cm-t). Szintén ő vezette be azt az általános brit szokást hogy vasárnap marhasültet ebédelnek sült krumplival, tormaszósszal és Yorkshire puddinggal. Nem volt nagyivó, bár szívesen fogyasztott pezsgőt, vagy néha portóit.
Eduárd támogatta a tudományt és a művészeteket; az ő segítségével jött létre a Királyi Zeneakadémia (Royal College of Music) 1883-ban. Lelkes szerencsejátékos és vadász volt. Utasítására Sandringhamben fél órával előreállították a órákat, hogy este tovább maradjon világos a vadászathoz (ezt a szokást VIII. Eduárd törölte el 1936-ban). Windsorban golfpályát létesíttetett. Az 1870-es évektől kezdve érdekelni kezdte a lóverseny és tereplovaglás. 1896-ban lova, Persimmon megnyerte az epsomi és a St. Leger-i derbit, négy évvel később pedig Persimmon testvére, Diamond Jubilee négy fontos derbin győzedelmeskedett.
1891-ben Eduárd újabb botrányba keveredett, amikor a bíróság tanúként hallgatta meg egy főnemes perében: Sir William Gordon-Cummingnem alezredest azzal vádolták, hogy csalt a kártyában. Kiderült, hogy a trónörökös rendszeresen nagy tétekben játszott illegális kártyajátékot.
1891-ben Eduárd legidősebb fia, Albert Viktor eljegyezte Viktória Mária tecki hercegnőt, de néhány héttel később, 1892 elején Albert tüdőgyulladásban meghalt. A lesújtott Eduárd ragaszkodott hozzá, hogy saját kezűleg helyezze fia holttestét a koporsóba.
1900. április 4-én Eduárd Dániába tartott Belgiumon keresztül, amikor a 15 éves Jean-Baptiste Sipido megpróbálta meggyilkolni, de nem találta el a pisztolyával. A búr háború miatt felháborodott Sipidót a belga bíróság fiatalkorúnak minősítette és felmentette. A brit–belga viszony jelentősen lehűlt, amihez hozzájárultak a kongói belga gyarmati hatóságok túlkapásainak hírei is.

## A walesi herceg látogatásai Magyarországon

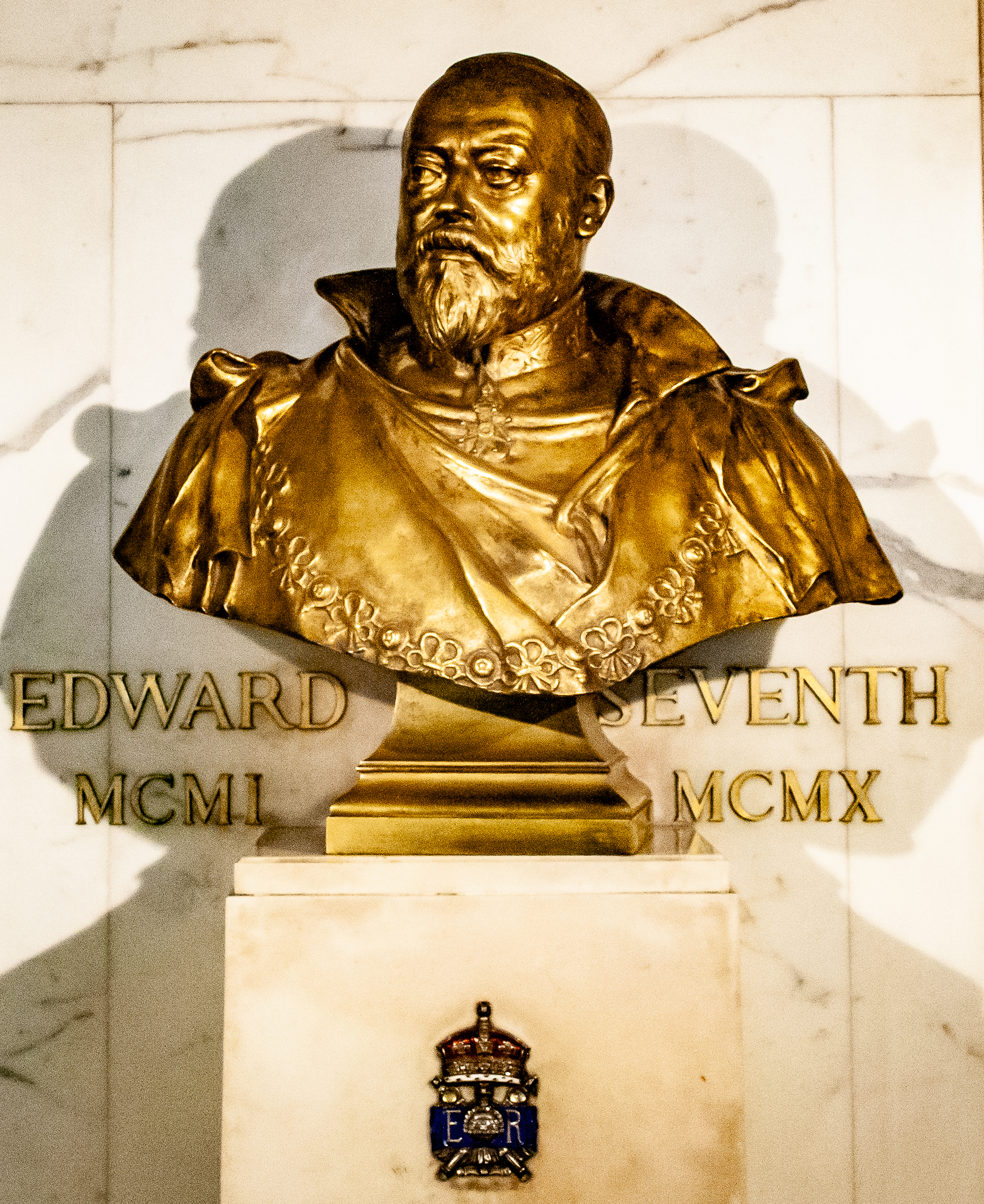
Mellszobra a British Museumban

1873 és 1891 között ötször járt Magyarországon. 1867-ben a londoni Cosmopolitan Clubban ismerkedett meg Vámbéry Árminnal. Később közelebbi viszonyba került az akkor a cári udvarban élő Zichy Mihállyal, s a festőművészt meg is hívta a Balmoral-kastélyba. Zichy kétszer élt a meghívással, képeket festett a hercegnek, és hazatérve újságcikkekben számolt be élményeiről, közös vadászataikról.
Először 1873-ban járt Budapesten, mint a bécsi világkiállítás brit szekcióját szervező társaság elnöke, Bécsből – több más államfőhöz és magas rangú személyiséghez hasonlóan – testvérével, Artúr herceggel átrándult Budapestre. A hajón érkező hercegeket a Vasárnapi Ujság tudósítása szerint húszezer embert várta. Sűrű programot bonyolítottak le, egyebek mellett ellátogattak a Magyar Tudományos Akadémiára, s megismerkedtek a magyar tudományos és irodalmi élet kiemelkedő alakjaival. VII. Edward  látogatást tett Arany Jánosnál is, akitől a Walesi bárdok keletkezéséről érdeklődött. Hunfalvy Pált, Pulszky Ferencet és Vámbéry Ármint pedig mint korábbi ismerőseit üdvözölte, az Esterházy-képtárban a Nemzeti Múzeum igazgatója, Pulszky Ferenc kalauzolta.
1885-ben Károlyi Alajos, az Osztrák-Magyar Monarchia londoni követe hívta meg a herceget Magyarországra az  Országos Kiállítás kapcsán. Eduard 1885. szeptember 27-e és október 12-e között két hetet töltött Magyarországon, az elsőt Festetics Tasziló berzencei kastélyában és birtokán, ahol vadászott, a másikat pedig Budapesten, ahol a kiállítás, a lóversenyek, és a mágnások között osztotta meg idejét. 1885.  október 3-án este 7 óra után érkezett meg a mai Déli pályaudvarra a saját udvari szalonkocsijában, Festetics Tasziló kíséretében. Az eredetileg csak pár napra tervezett látogatásból végül egy egyhetes lett. A Károlyi palotában szállt meg, ahol külön lakosztállyal rendelkezett. Itt fogadta az összes jelentős magyar arisztokrata családot. Ideje jelentős részét a főváros különböző helyszínein – a városligeti kiállításon, a Váci utcán, a Nemzeti Casinoban, az Operaházban – töltötte. Edward 9 óraikor fogyasztotta el reggelijét, ami mindig kávéból, vajból, pirított kenyérből, cognacból és bordeauxi borból állt. Ezután a délelőttöket általában a Károlyi palotában töltötte. Ekkor intézte a magánlevelezéseit, és fogadta vendégeit. Meglátogatta  Andrássy Gyula, Tisza Kálmán,  a szomszédos, ekkor már álló Esterházy palotából Esterházy Móricz, Festetics Tasziló, illetve a Károlyi család többi mágnásnegyedbeli leszármazottja.  Maga Eduárd is felkereste a palotanegyed egy-egy épületét. Így ellátogatott a szomszédos Károlyi-Csekonics palotába, vagy a  Pálffy palotába ahol a tulajdonos 100 fő részvételével estélyt adott a tiszteletére. A délutánokat Edward rendszerint a fővárosban töltötte, és legtöbbször csak az esti 8 órai vacsorára tért vissza a Károlyi palotába. Meglátogatta régi ismerőse, Vámbéry Ármin is.
1888-ban Ferenc József a 12. közös huszárezredet, a „Nádor-huszárokat” neki adományozta. Eduárd részt vett a magyar honvédség őszi hadgyakorlatán, és huszárezredesi uniformisban meglátogatta Miskolcon állomásozó ezredét. Ferenc Józseffel vadászott Gödöllőn, gróf Festetics Taszilóval Keszthelyen, Rudolf trónörökössel az erdélyi Görgényben medvevadászaton vett részt.

## Trónra lépése

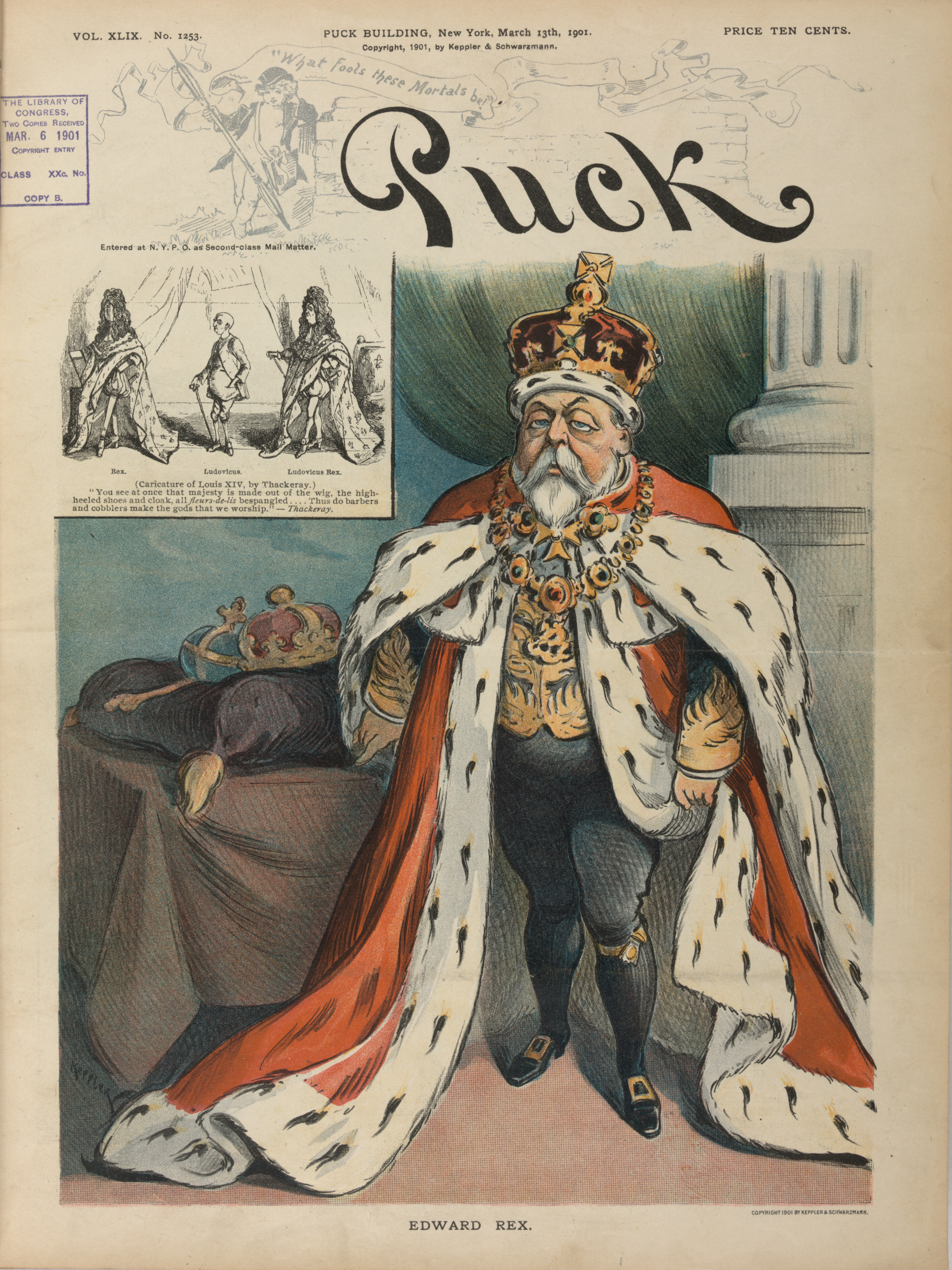
Eduárd karikatúrája a Puck magazinban (1901)

Viktória királynő 1901. január 22-én meghalt, a walesi herceg pedig Nagy-Britannia és Írország Egyesült Királyságának királya, India császára és – újdonságként – a brit domíniumok királya lett. Anyja akarata ellenére (aki az I. Albert Eduárd nevet szerette volna) a VII. Eduárdot választotta uralkodói nevéül. Uralkodása kezdetén rendkívül népszerű volt, J. B. Priestley szerint "a legnépszerűbb király akit Anglia ismert az 1660-as évek eleje óta".

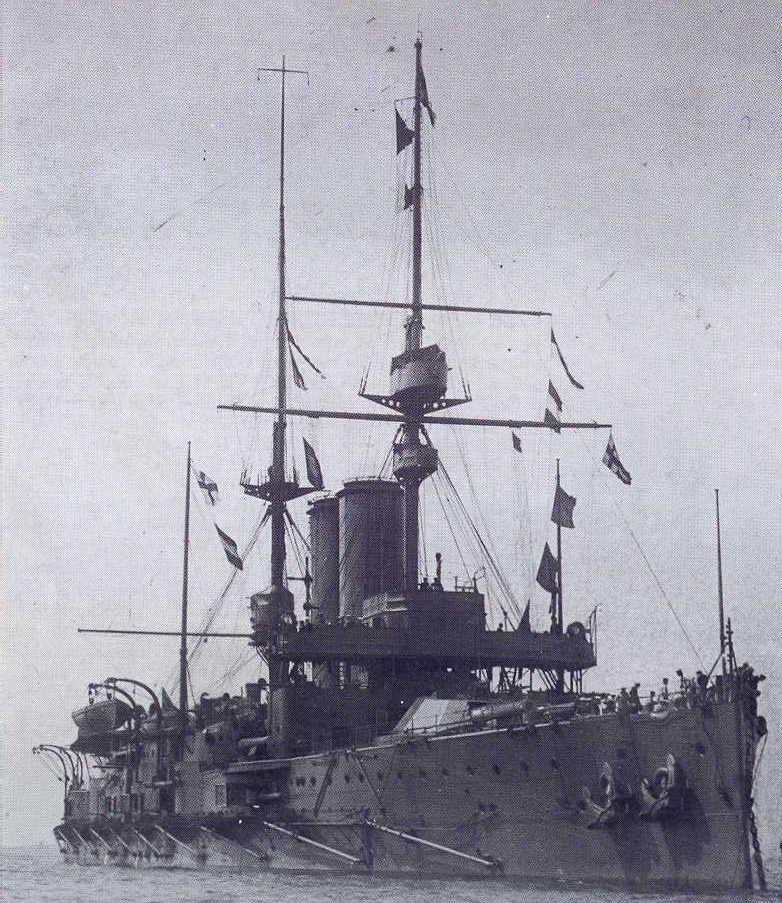
A VII. Eduárd tiszteletére elnevezett 17 500 tonnás brit HMS King Edward VII csatahajó 1907-ben.

A szülei által építtetett és lakott osborne-i kastélyt az államnak adományozta és maradt korábbi vidéki lakhelyén, Sandringhamben. Megengedhette magának a nagylelkűséget, magántitkára szerint ő volt az első brit trónörökös, aki adósságok nélkül lett az ország uralkodója. Eduárd pénzügyeit többek között a Rothschild család intézte; egyesek kritizálták is a zsidókkal való nyílt kapcsolattartásáért.
A koronázás napjául 1901. június 26-át tűzték ki, de két nappal előtte Eduárdnak begyulladt a vakbele. A vakbélgyulladás ekkor még életveszélyes is lehetett, nem dolgozták ki a biztonságos eltávolítására vonatkozó szabályokat. A király orvosa, Frederick Treves, Joseph Lister segítségével egy akkor radikálisnak tűnő megoldást választott: egy kis vágáson (és 11 cm-nyi hasi zsírrétegen) keresztül lecsapolta a kelésben összegyűlt fél liternyi gennyet. Másnap Eduárd már felülve, szivarozva fogadta vendégeit. Két héttel később bejelentették, hogy a király túl van a veszélyen. Treves a sikeres műtétért baroneti címet kapott. Eduárdot végül 1902. augusztus 9-én koronázta meg a canterburyi érsek a westminsteri apátságban.
Eduárd felújíttatta a királyi palotákat, újra bevezette a parlamenti ülésszak ünnepélyes megnyitóját, amivel anyja felhagyott, és új kitüntetéseket alapított (mint pl. az Order of Merit-et).
1902-ben Mozzafar-ad-Din perzsa sah Londonba látogatott, és Lord Lansdowne külügyminiszter tájékoztatása alapján azt várta, hogy megkapja a Térdszalagrendet. Eduárd azonban nem tüntette ki, részben mert minisztere az ő jóváhagyása nélkül tett ígéretet, másrészt mert nem akarta, hogy a keresztény lovagrendbe bekerüljön egy muzulmán. A ügy veszélybe sodorta a jó brit–perzsa kapcsolatokat, és a kormány győzködésére végül a király beadta a derekát, és a következő évben elküldték a sahnak a kitüntetést.

## "Európa nagybácsija"

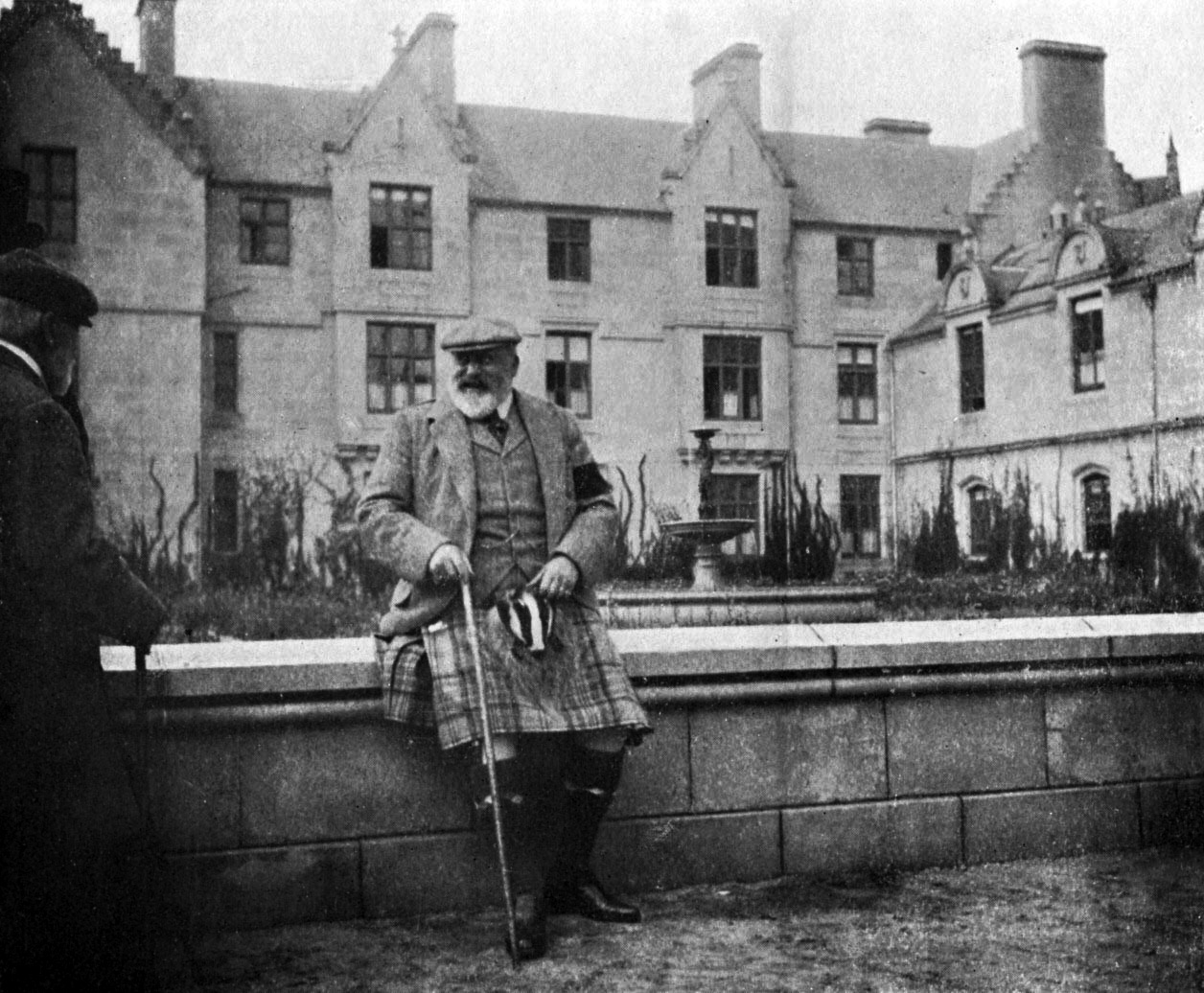
Eduárd a balmorali kastélyban (felesége felvétele, 1908)

Eduárdot elsősorban a külpolitika és a hadügyek érdekelték. Rendszeresen tett külföldi utakat és minden évben Biarritzban vagy Marienbadban nyaralt. Az egyik legfontosabb hivatalos útja Párizsba vezetett 1903 májusában, ahová Émile Loubet köztársasági elnök hívta meg. Ekkor alapozták meg az antant angol-francia katonai szövetségét és osztották el a gyarmati befolyási övezeteket Afrikában. Az 1904. április 8-án aláírt szövetség véget vetett a több évszázados angol-francia rivalizálásnak és a viktoriánus Britannia "fényes elszigeteltségének" (splendid isolation) az európai ügyektől. Az antant fő célja a gyorsan fejlődő Német Császárság és Ausztria-Magyarország alkotta szövetség ellensúlyozása volt.

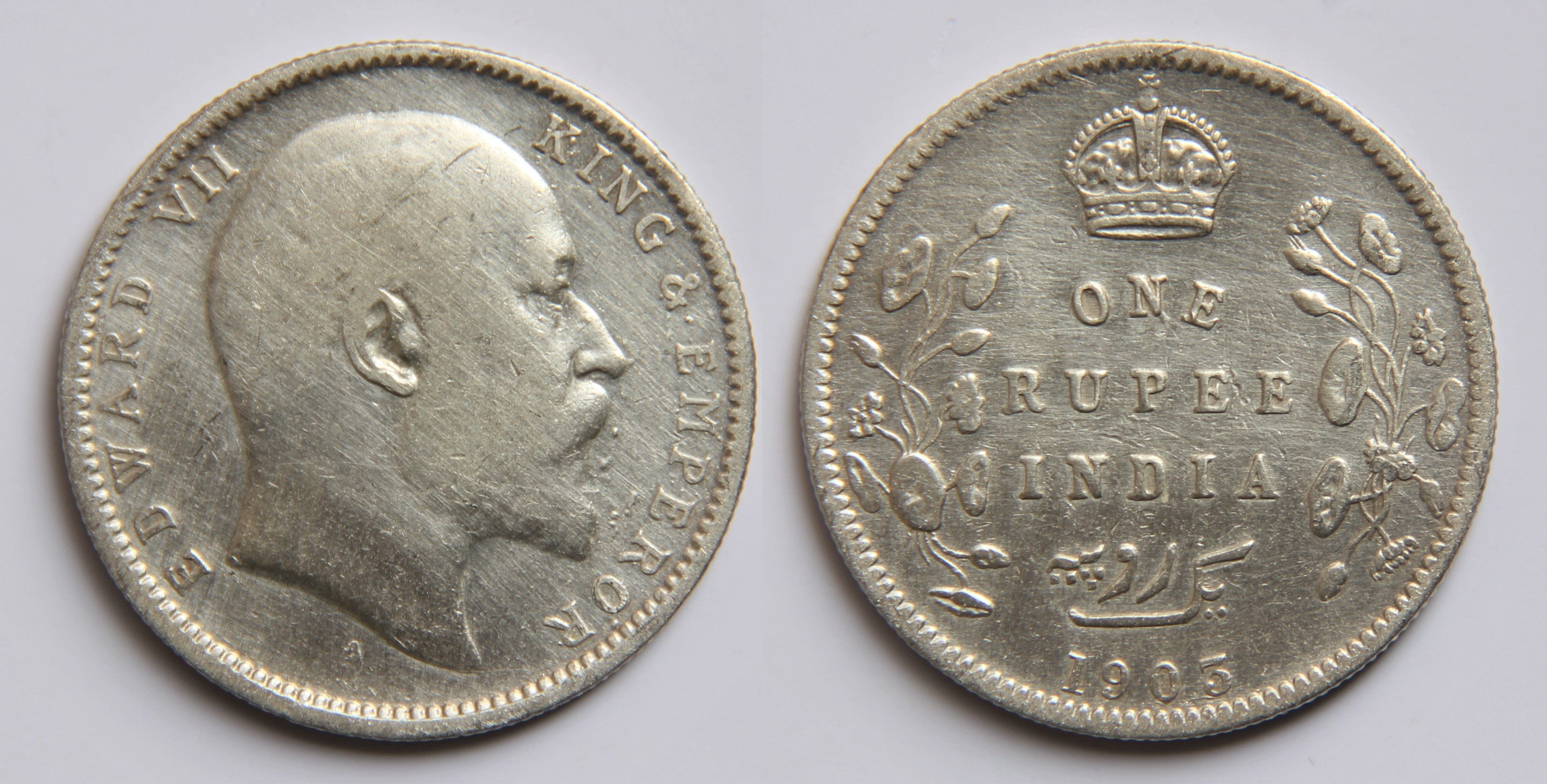
Brit India, 1905-ös 1 rúpiás ezüstérme VII. Eduárd király és India császára portréjával.

Eduárd valamilyen fokon szinte valamennyi európai uralkodóval rokonságban állt és gyakran emlegették "Európa nagybácsijaként". A német császár az unokaöccse volt, az orosz cárné, a spanyol, a svéd, az román, görög királynék pedig az unokahúgai. A norvég király a veje volt, a dán és a görög uralkodó a sógora; a belga, bolgár, portugál királyok pedig másodunokatestvérei.
1908 áprilisában Eduárd éppen Biarritzban nyaralt, amikor lemondott Henry Campbell-Bannerman miniszterelnök. Utódját, Herbert Asquithet magához rendelte, hogy a hagyományoknak megfelelően a miniszterelnök megcsókolhassa a kezét. A brit közvélemény meghökkent, hogy külföldre utaztatta a kormányfőt, ahelyett, hogy ő tért volna vissza Angliába. Még 1908 nyarán a király Svédországba és Oroszországba utazott, így ő volt az első brit uralkodó aki meglátogatta ezeket az országokat. Két évvel korábban már terveztek hasonló utat, de akkor a brit–orosz kapcsolatok megromlottak az orosz–japán háború, a Doggerbanki incidens és a duma feloszlatása miatt.

## Politikai nézetei

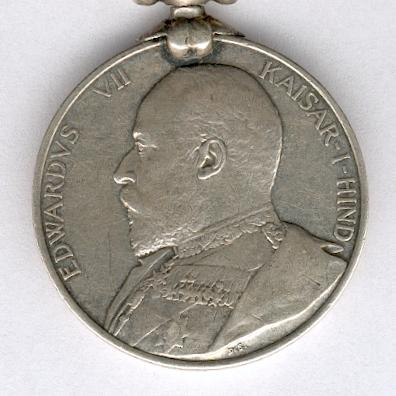
1909-es India General Service Medal brit katonai kitüntetés, VII. Eduárd portréjával, és latin betűs hindi feliratban KAISAR-I-HIND - India császára címmel.

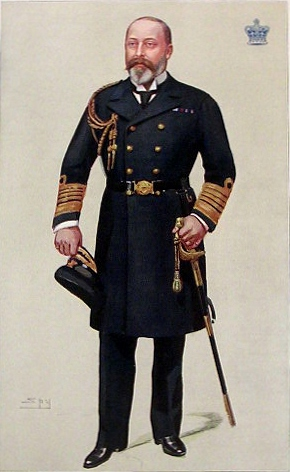
A király tengerésztiszti egyenruhában (Vanity Fair magazin, 1902)

Eduárd walesi hercegként támogatta a választópolgárok számának növelését, ezzel szemben ellenezte, hogy a nők választójogot kaphassanak. Ellene volt az ír önkormányzatnak, ehelyett inkább egyfajta duális monarchiát képzelt el.
Trónörökösként jó kapcsolatokat ápolt William Gladstone miniszterelnökkel, akit anyja utált. Gladstone fia, Herbert 1905-ben belügyminiszter lett, de feldühítette a királyt, azzal hogy engedélyezte, hogy katolikus papok ornátusban felvonuljanak Londonban és hogy két nőt is beválasztott a válási törvényt megvitató bizottságba, pedig Eduárd véleménye szerint hölgyek jelenlétében "tapintattal vagy akár illendően" nem lehetett a válásról beszélni. Az ifjabb Gladstone rövidesen kiesett a kormányból, a király pedig némileg vonakodva, de kinevezte Dél-Afrika kormányzójává.
Jelentős energiát fektetett a hadsereg reformjának megvitatásába, amit a búr háborúk kudarcai elengedhetetlenné tettek. Eduárd támogatta a főparancsnokság átalakítását, az önkéntes tartalékos rendszer kialakítását és egy expedíciós hadsereg felállítását amit egy francia-német háború esetén vetnének be. Küszöbön állt a flottareform is, egyrészt mert Királyi Haditengerészet költségei folyamatosan nőttek, másrészt egyre aggasztóbbá vált a német flotta fejlődése. Az admiralitást megosztotta két koncepció közötti döntés: Charles Beresford tengernagy a flotta egyenletes fejlesztését javasolta nagyobb anyagi források felhasználásával, míg John Fisher a tengeri stratégia újragondolásért kardoskodott, aminek lényege az új típusú dreadnoughtok és a torpedóval támadó hajók kombinációja volt. A király Fisher pártján állt; nem utolsósorban azért, mert nem kedvelte Beresfordot, akit idővel elbocsátott. A tengernagyok két pártra oszlottak és a konfliktust az uralkodó végül úgy oldotta fel, hogy 1910-ben a nyugdíjból visszahívott, egyik táborhoz sem tartozó Arthur Wilsont nevezte ki az Admiralitás élére.
1904-ben Kielben került sor a brit király és a német császár találkozójára. II. Vilmos a folyamatban lévő orosz-japán háborúban az cárt támogatta és kijelentette, hogy a sárga veszedelem az európai civilizációra és a kereszténységre leselkedő legnagyobb veszély. Vilmos egyenesen "faji árulással" vádolta meg a japánok pártján álló briteket. Válaszul Eduárd azt mondta, hogy "a japánok intelligens, bátor és lovagias nép, legalább olyan civilizáltak mint az európaiak, amelyektől csak bőrük színében különböznek".

## Alkotmányos válság

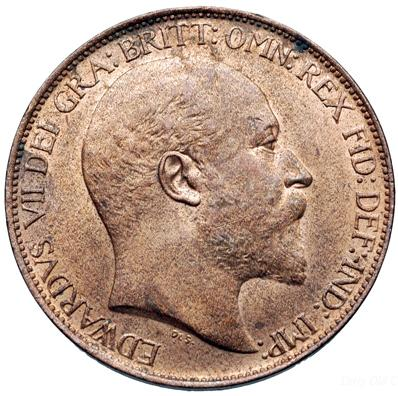
1902-es brit 1/2 pennys VII. Eduárd képmásával és latin körirattal, uralkodói címeinek felsorolásával.

A király életének utolsó évében, 1909-ben a liberális Asquith-kormány beterjesztett egy baloldali költségvetési törvényt, amely jelentősen megemelte volna a gazdagok adóját és szociális intézkedésekkel javította volna a szegények helyzetét. A Lordok Házának konzervatív többsége azonban leszavazta a javaslatot. A válság egészen Eduárd halála utánig elhúzódott és a végén a lordok elvesztették törvényhozási vétójogukat.
A királyt elkeserítette a liberálisok támadása a főrendek ellen és a vita egyre inkább eldurvuló hangneme. Rossz hangulatában fiát "Anglia utolsó királyaként" mutatta be Richard Haldane hadügyminiszternek. Asquith azt javasolta, hogy az uralkodó emelje főrenddé azokat a politikusokat, akik őt támogatják és így szerezzenek többséget a felsőházban, de Eduárd erre nem volt hajlandó.
1910 januárjában választásokat tartottak. A kampányt a lordok vétójoga dominálta és végül a választás patthelyzetet eredményezett, így a liberálisok kénytelenek voltak a harmadik legerősebb politikai erővel, az ír nacionalistákkal koalícióra lépni. Az írek szintén vétóellenesek voltak, mert a felsőház rendre megakasztotta az ír önkormányzati törvény elfogadását.
1910 áprilisában beterjesztették azt a törvényjavaslatot, amely elvette volna a Lordok Háza vétójogát a költségvetési törvények esetében és a többi rendeletnél is csak késleltetési joguk maradt volna; ezenkívül a parlamenti mandátumát hét évről ötre csökkentette (Eduárd négyet javasolt). A nagyszabású változtatások miatt a kormány legitimitását megerősítendő, 1910 decemberében újabb választásokat tartottak, amelyben megmaradt a korábbi helyzet: a legtöbb helyet a konzervatívok szerezték meg, de nem voltak többségben, így újra az írekkel szövetkezett liberálisok alakíthattak kormányt. 1911-ben elfogadták a lordok vétóját korlátozó törvényt.

## Halála
Eduárd erős dohányos volt, naponta húsz cigarettát és tizenkét szivart szívott. Az orra mellett bazalióma (jóindulatú bőrtumor) nőtt, amit 1907-ben rádiummal kezeltek. Élete vége felé egyre inkább kínozta a krónikus köhögés. 1909 februárjában berlini látogatásán egy pillanatra elvesztette az eszméletét. 1910 márciusában biarritzi tartózkodása alatt összeesett, így külföldön lábadozott, míg Asquith a parlamentben harcolt a költségvetési törvény elfogadásáért. A sajtó nem tudott Eduárd rossz egészségi állapotáról, és sokat kritizálta a királyt, hogy a politikai válság közepette Franciaországban üdül. Április 27-én visszatért a Buckingham-palotába; egy héttel később, május 5-én megérkezett felesége is, aki Korfun látogatta meg testvérét, I. György görög királyt.
Másnap, május 6-án Eduárd több szívrohamot is kapott, de nem volt hajlandó ágyba feküdni. Egyik tiszta pillanatában legidősebb fia (a leendő V. György) megmondta neki, hogy lova, a Levegő Boszorkánya megnyerte a Kempton Park-i versenyt. "Igen, hallottam. Nagyon örülök" mondta Eduárd; ezek voltak utolsó szavai. Éjjel fél tizenkettőkor elvesztette eszméletét, ágyba fektették, és negyedórával később meghalt.
Eduárd özvegye, Alexandra napokig nem engedte, hogy férje holttestét elmozdítsák, bár néhány látogatót engedélyezett. Május 11-én a testet egyenruhába öltöztették át, és tölgyfakoporsóban átvitték a trónterembe. 17-én fekete lovak vontatta ágyútalpon a Westminster-palota Westminster Halljába vitték át, ahol a britek elbúcsúzhattak halott uralkodójuktól. Két nap alatt több mint négyszázezren vonultak el a koporsó mellett. A temetésre 1910. május 20-án került sor a windsori kastély Szt. György kápolnájában.

## Megítélése
A maga idejében Eduárd volt a leghosszabb ideig várakozó trónörökös az angol történelemben: 59 évig várt arra, hogy király lehessen (mára III. Károly megelőzte). Uralkodóként meghaladta az előzetes várakozásokat, de mire megkoronázták, már túl volt az akkori átlagéletkoron, így kevés ideje maradt elképzelései megvalósítására. Inkább arra törekedett, hogy fia, V. György nála jobban felkészülhessen szerepére. A kortársak szerint viszonyuk baráti volt, inkább volt testvéri, mint apa-fiú kapcsolat. Eduárd halálakor György azt írta naplójába, hogy elvesztette a legjobb barátot és a legjobb apát: "egész életemben soha nem volt hozzá egy ingerült szavam. A szívem megtört, és lesújt a gyász.".
Eduárd volt Nagy-Britannia első igazán alkotmányos uralkodója, és az utolsó, akinek tényleges politikai hatalom volt a kezében. Diplomáciai erőfeszítései miatt "Béketeremtő" (Peacemaker) névvel illették, de ő maga attól tartott, hogy unokaöccse, Vilmos császár előbb-utóbb általános európai háborút robbant ki. Vilmos később Eduárdot okolta az első világháborúért, mert az antant brit–francia–orosz szövetségét és az európai uralkodóházakkal ápolt szoros brit viszonyt Németország elleni összeesküvésként értelmezte.
Eduárdot sokat kritizálták az élvezeteket előtérbe helyező életmódja miatt, de a brit polgárok elnézőek voltak vele szemben barátságos, megnyerő modora és diplomáciai tehetsége miatt.

## Kitüntetései, társasági tagságai
Brit kitüntetések
- 1841: Térdszalagrend[78]
- 1861: az India Csillaga-rend lovagi fokozata
- 1863: a Royal Society tagja
- 1863: a Titkos Tanács tagja
- 1865: a Bath-rend nagykeresztje
- 1866: az India Csillaga-rend főparancsnoki fokozata
- 1867: Bogáncsrend
- 1868: Szent Patrick-rend
- 1877: a Szent Mihály és Szent György-rend nagykeresztje
- 1887: az Indiai Császárság Rendje főparancsnoki fokozata
- 1896: a Királyi Viktoriánus Rend nagykeresztje
- 1897: a Bath-rend nagymestere[79]

Külföldi kitüntetések
- 1852: Spanyol Aranygyapjas rend[78]
- 1859: a portugál Torony és Kard Rendjének nagykeresztje
- 1863: A Francia Becsületrend főparancsnoki fokozata
- 1864: svéd Szerafimrend
- 1867: a magyar Szent István-rend nagykeresztje[80]
- 1869: porosz Fekete Sas-rend
- 1874: orosz Szent András-rend
- 1874: a norvég Szent Olav-rend nagykeresztje[81]
- 1876: a spanyol III. Károly-rend nagykeresztje
- 1901: a dán Dannebrog-rend főparancsnoki fokozata[82]
- 1901: az etióp Etiópia Csillaga-rend nagykeresztje
- 1902: a japán Krizantémrend nyaklánca
- 1902: a török Hanedan-i-Ali-Osman-rend
- a Máltai lovagrend lovagja
- a német Szt. János-lovagrend lovagja
- dán Elefántrend
- a bajor Szent Hubert-rend
- a brazil Dél Keresztje-rend
- a sziámi Fehér Elefánt-rend
- az olasz Angyali Üdvözlet-rend

Tiszteletbeli katonai rangok
- 1870: a dán huszár gárdaezred tiszteletbeli ezredese[83]
- 1883: a német hadsereg tábornagya (Generalfeldmarschall)
- 1901: a kijevi 27. dragonyosezred tiszteletbeli ezredese[84]
- 1902: a Német Császári Haditengerészet flottaadmirálisa (Großadmiral)
- a spanyol hadsereg főkapitánya (marsallja)[85]
- a spanyol haditengerészet tiszteletbeli tengernagya[85]
- a Blücher huszárezred ezredese
- az 1. dragonyos gárdaezred ezredese
- a spanyol 8. zamorai gyalogosezred tiszteletbeli ezredese

| VII. Eduárd címere walesi hercegként (1841–1901) | Királyi címer (1901-1910) | Királyi címer Skóciában (1901-1910) |

## Gyermekei
VII. Eduárdnak és Dániai Alexandrának hat gyermeke született:
| Név           | Született          | Elhunyt                        | Megjegyzés                           |
| ------------- | ------------------ | ------------------------------ | ------------------------------------ |
| Albert Viktor | 1864. január 8.    | 1892. január 14. (28 évesen)   |                                      |
| György        | 1865. június 3.    | 1936. január 20. (70 évesen)   | A későbbi V. György király           |
| Lujza         | 1867. február 20.  | 1931. január 4. (63 évesen)    |                                      |
| Viktória      | 1868. július 6.    | 1935. december 3. (67 évesen)  |                                      |
| Matild        | 1869. november 26. | 1938. november 20. (68 évesen) | Házassága révén Norvégia királynéja. |
| Sándor János  | 1871. április 6.   | 1871. április 7.               | Csecsemőkorában elhunyt.             |

## Fordítás
- Ez a szócikk részben vagy egészben  az   Edward VII című angol Wikipédia-szócikk ezen változatának fordításán alapul.  Az eredeti cikk szerkesztőit annak laptörténete sorolja fel. Ez a jelzés csupán a megfogalmazás eredetét és a szerzői jogokat jelzi, nem szolgál a cikkben szereplő információk forrásmegjelöléseként.

| Előző uralkodó: Viktória | Anglia királya 1901 – 1910 | Következő uralkodó: V. György |